# Koinobori

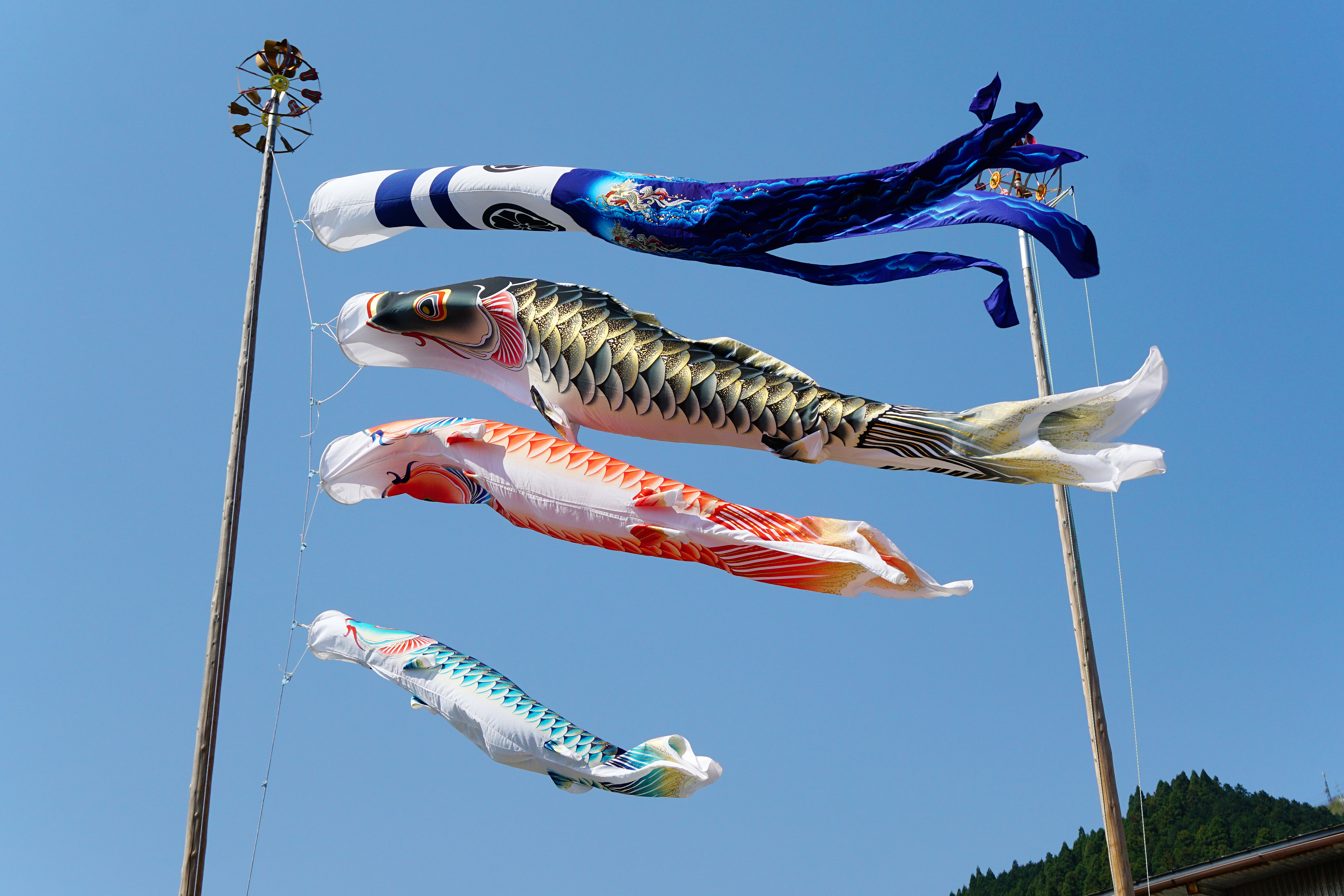
Koinobori

I Koinobori (鯉幟?) sono l'usanza più significativa e gioiosa della "Festa dei bambini" (こどもの日?, Kodomo no hi), o Tango no sekku (端午の節句?), che ha luogo in Giappone il 5 maggio. Consiste nel far volare al vento enormi carpe di carta o di stoffa dipinte a colori vivaci, che ondeggiano come nuotassero nell'aria. Questi pennoni, che prendono il nome da koi che significa appunto "carpa", condensano tutte le valenze simboliche della festa, celebrata come un augurio di energia fisica e spirituale, oltre che di crescita e successo sociale.
Ogni famiglia che vanti uno o più figli maschi, per l'occasione segnala orgogliosamente al mondo la propria ricchezza issando sul tetto, per mezzo di corde, in cima a una lunga asta di bambù, tante carpe quanti sono i bambini in casa. Il maggiore avrà l'onore di quella più grande mentre le altre saranno fissate sotto, in scala.
Nelle grandi città, tuttavia, torri, ciminiere, pali per l'elettricità interferiscono con questa tradizione rendendola sempre meno praticabile. Nelle cittadine più piccole e nelle campagne, invece, dove gli edifici sono più bassi e circondati da ampi spazi aperti, l'uso è ancora in auge, per la grande gioia dei bambini.
La carpa, per la sua capacità di risalire i torrenti e addirittura le cascate, è considerata il più virtuoso di tutti i pesci, un simbolo di decisione e coraggio.

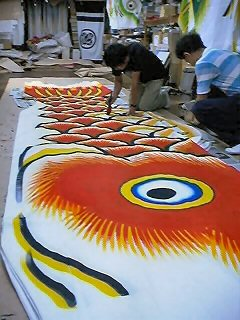
Azienda che produce koinobori

C'è una famosa canzone chiamata Koinobori, cantata in occasione della festa dai bambini e dalle loro famiglie:
| Giapponese                                                                    | Rōmaji | Traduzione |
| ----------------------------------------------------------------------------- | --- | --- |
| 屋根より高い鯉幟 大きな真鯉はお父さん 小さな緋鯉は子供たち 面白そうに泳いでる | Yane yori takai koi-nobori Ōki na magoi wa o-tō-san Chiisa na higoi wa kodomo-tachi Omoshirosō ni oyoideru | Più alti dei tetti ci sono i koinobori La grande carpa nera è il padre Le piccole carpe dorate sono i bambini Sembra che si divertano a nuotare |